# 聖歐蒂米奧救世主修道院
聖歐蒂米奧救世主修道院（俄语：Спа́со-Евфи́миев монасты́рь）是位於俄羅斯城市蘇茲達爾的一座修道院。聖歐蒂米奧修道院修建於14世紀，在16世紀至17世紀變得日益重要。修道院內還有一座監獄，最初用來宗教上的異見者。監獄在蘇聯時期繼續得到使用。現在監獄被用作軍事博物館。聖歐蒂米奧修道院於1992年被列入世界遺產弗拉基米爾和蘇茲達爾的白色古蹟群的一部份。